# Virusul latent al narciselor

## Etiologie și epidemiologie
- Virusul latent al narciselor (Narcissus latent virus) se răspândește prin intermediul afidelor.
- Ca plantă-test pentru punerea în evidență a infecției cu acest virus, se utilizează specia Narcissus pseudonarcissus, care reacționează prin simptome de mozaic pe frunze.

## Simptomatologie
- La cele mai multe soiuri de narcise, infecția se menține în stare latentă. Numai la anumite specii și soiuri apar pe frunze pete de culoare verde deschis, difuze spre margini.

## Prevenire și combatere
- Eliminarea virusului latent al narciselor se realizează prin eliminarea plantelor infectate, pe baza testelor serologice.